# Gandolfo dei Bonacolsi

Stemma dei Bonacolsi

Gandolfo dei Bonacolsi (... – Mantova, 1233 circa) è stato un politico italiano.

## Biografia
Era figlio unico di Ottobuono de Bonacosa (?-1233). Fu procuratore del comune di Mantova nel 1200.

## Discendenza
Sposò Martasia Mozzi ed ebbero sette figli:
- Martino (?-1265), padre di Pinamonte,[3] signore di Mantova dal 1274 al 1291[4]
- Astolfo (detto Leccagallo)
- Enrico
- Gandolfino (detto Zanino)
- Gandolfa, sposò Bonaventura da Oculo
- Ziliolo (detto Rontano)
- Pietrobono